# Narita
Narita (Japans: 成田市, Narita-shi) is een Japanse stad in het noorden van de prefectuur Chiba, gelegen ten oosten van het Inbameer (印旛沼).
Bij de oprichting van de Shinshoji-tempel 新勝寺 eind 17e eeuw kende Narita als tempelstad (Jap.: monzenmachi 門前町) een belangrijke ontwikkeling. Doorslaggevend voor haar naoorlogse bloei was de aanleg in de jaren zeventig van de Internationale Luchthaven van Tokyo, Narita (Jap.: 成田国際空港 Narita Kokusai Kūkō, kortweg Narita Kūkō 成田空港) in het zuidoostelijke heuveldistrict Sanrizuka 三里塚. Het project bleek voor de gemeente (sedert 31 maart 1954 "stad") een enorme budgettaire zegen, die een forse investering in talrijke woning- en industriecomplexen in de jaren zeventig en tachtig mogelijk maakte. Pijnpunten in de lokale politiek bleven de debatten rond strengere geluidsnormen en moties die pleitten voor een grootschalige fusering van de stad met haar randgemeenten. Narita heeft een bevolking van 98.226 inwoners en omvat 131,27 km².

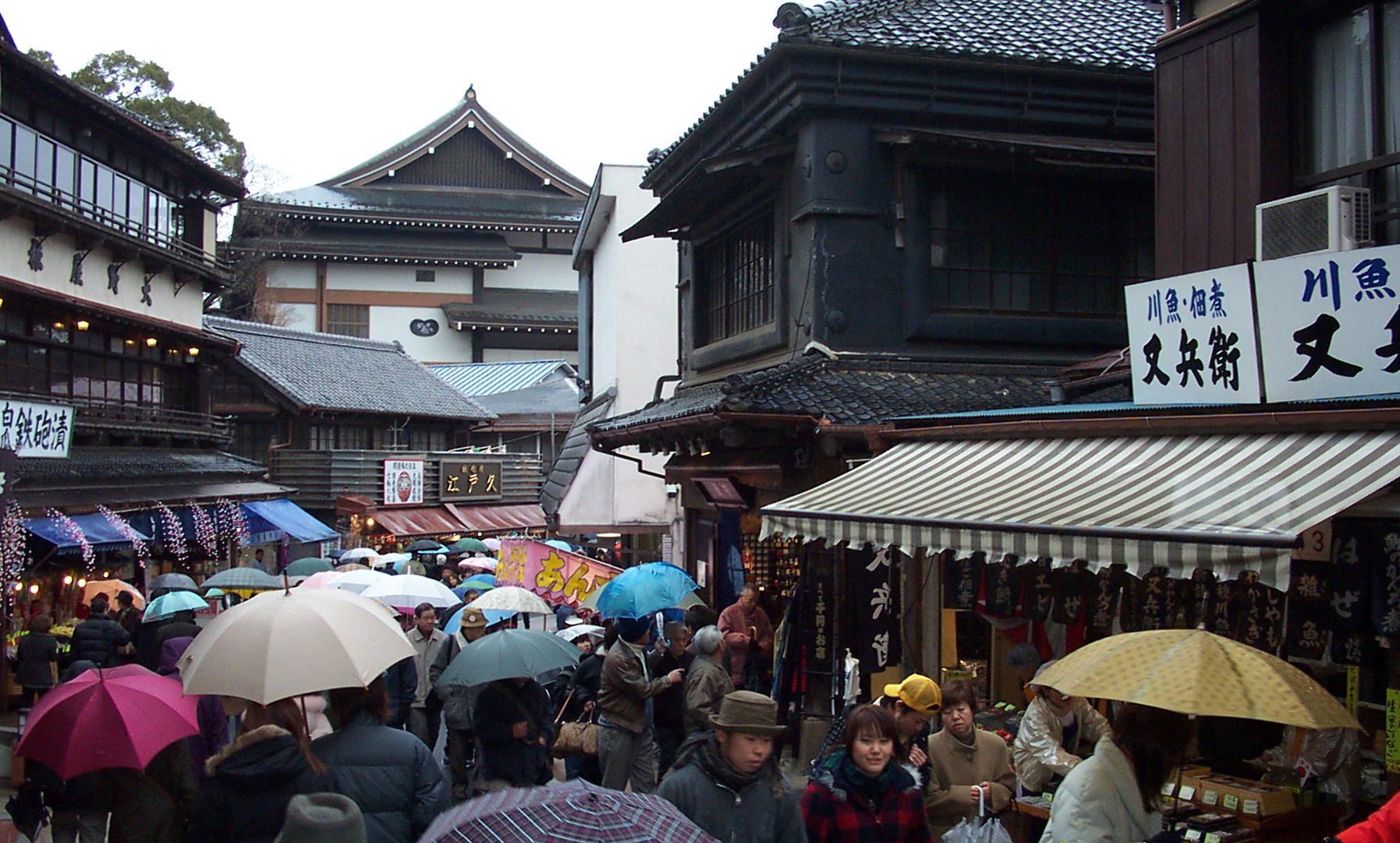
Straat in Narita

## Geboren
- Daiki Hashimoto (2001), gymnast